# Project 56
Project 56 war die zwölfte Serie von amerikanischen Kernwaffentests, die zwischen Ende 1955 und Anfang 1956 auf der Nevada Test Site durchgeführt wurde. Insgesamt fanden vier Kernwaffentests statt. Ziel der Operation war es, die Belastbarkeit der Sprengköpfe von Kernwaffen im Falle eines Unfalls oder Brands zu testen.
Durch die Tests wurde eine Fläche von etwa 362 ha mit feinem Plutoniumstaub kontaminiert. Seitdem wird Area 11 „Plutonium Valley“ genannt.

## Die einzelnen Tests der Project 56-Serie
| Testname         | Datum / Zeit (GMT/UTC+0h)  | Testgelände | Anmerkungen           |
| ---------------- | -------------------------- | ----------- | --------------------- |
| Project 56 No. 1 | 1. November 1955 22:10 Uhr | Area 11a    |                       |
| Project 56 No. 2 | 3. November 1955 21:15 Uhr | Area 11b    | Plutonium freigesetzt |
| Project 56 No. 3 | 5. November 1955 19:55 Uhr | Area 11c    | Plutonium freigesetzt |
| Project 56 No. 4 | 18. Januar 1956 21:30 Uhr  | Area 11d    | Plutonium freigesetzt |